# Guillermo & Tropical Danny
Guillermo & Tropical Danny was een zangersduo uit Amsterdam, bestaande uit Djuro Leideritz (Amsterdam, 1983) en Simon van Steenis (Danny) (Landsmeer, 1986) al wordt ook DJ Daan de Boer genoemd als Danny. Guillermo schrijft de muziek en de teksten. Danny regelt de zakelijke dingen.

## Toppertje!
In de zomer van het jaar 2006 verkreeg het duo landelijke bekendheid doordat een ANWB-filelezer op 3FM, René Passet, ze had zien optreden tijdens Koninginnedag in Amsterdam. Dit optreden was op verzoek van de Amsterdamse zender AT5. Opnames hiervan circuleerden vervolgens op het internet. Passet tipte Giel Beelen begin mei, waarna in diverse programma's op 3FM de dj's een stukje lieten horen van de single "Toppertje!" (deze titel komt van het drankje met dezelfde naam, een mix van energiedrank met wodka), soms zelfs de hele single, maar dat gebeurde zelden.
Daar kwam verandering in toen Beelen inviel voor Dolf Jansen in diens radioprogramma Leuk Is Anders op 7 juli 2006. Beelen draaide toen twee uur lang bijna onafgebroken dit nummer. Guillermo en Danny kwamen tijdens deze uitzending naar de studio om het nummer ook live ten gehore te brengen. Het nummer kreeg daardoor veel airplay en dat telt voor een deel mee voor de samenstelling van de Top 40, waar het nummer op #20 in binnenkwam. In de hierop volgende weken werd het nummer minder gedraaid, maar des te meer verkocht; twee weken na de release stond het op de eerste plaats van de Mega Top 50. De Nederlandse Top 40 werd 2 weken aangevoerd.
De huidige versie van de single kwam overigens tot stand dankzij Tjeerd Oosterhuis, die ze tevens bij platenmaatschappij Universal introduceerde. Manager is Kostijn Egberts, die eerder al furore maakte met hiphopgroep De Jeugd van Tegenwoordig.
Het nummer dook vervolgens nog meerdere keren op in de populaire cultuur. Zo maakte Buro Renkema een parodiefilmpje van Prinsjesdag 2006, waarin het nummer op vol vermogen wordt afgespeeld in de Gouden Koets, in het ritje van en naar het Binnenhof. In de Mike & Thomas Show werd het nummer door Fatima Moreira de Melo gezongen in de stijl van de Portugese Fado.

## Hitnotering
| "Toppertje!" in de Nederlandse Top 40 - binnen: 15 juli 2006 | "Toppertje!" in de Nederlandse Top 40 - binnen: 15 juli 2006 | "Toppertje!" in de Nederlandse Top 40 - binnen: 15 juli 2006 | "Toppertje!" in de Nederlandse Top 40 - binnen: 15 juli 2006 | "Toppertje!" in de Nederlandse Top 40 - binnen: 15 juli 2006 | "Toppertje!" in de Nederlandse Top 40 - binnen: 15 juli 2006 | "Toppertje!" in de Nederlandse Top 40 - binnen: 15 juli 2006 | "Toppertje!" in de Nederlandse Top 40 - binnen: 15 juli 2006 | "Toppertje!" in de Nederlandse Top 40 - binnen: 15 juli 2006 | "Toppertje!" in de Nederlandse Top 40 - binnen: 15 juli 2006 | "Toppertje!" in de Nederlandse Top 40 - binnen: 15 juli 2006 | "Toppertje!" in de Nederlandse Top 40 - binnen: 15 juli 2006 | "Toppertje!" in de Nederlandse Top 40 - binnen: 15 juli 2006 | "Toppertje!" in de Nederlandse Top 40 - binnen: 15 juli 2006 | "Toppertje!" in de Nederlandse Top 40 - binnen: 15 juli 2006 | "Toppertje!" in de Nederlandse Top 40 - binnen: 15 juli 2006 | "Toppertje!" in de Nederlandse Top 40 - binnen: 15 juli 2006 | "Toppertje!" in de Nederlandse Top 40 - binnen: 15 juli 2006 | "Toppertje!" in de Nederlandse Top 40 - binnen: 15 juli 2006 |
| Week                                                         | 1                                                            | 2                                                            | 3                                                            | 4                                                            | 5                                                            | 6                                                            | 7                                                            | 8                                                            | 9                                                            | 10                                                           | 11                                                           | 12                                                           | 13                                                           | 14                                                           | 15                                                           | 16                                                           | 17                                                           |                                                              |
| ------------------------------------------------------------ | ------------------------------------------------------------ | ------------------------------------------------------------ | ------------------------------------------------------------ | ------------------------------------------------------------ | ------------------------------------------------------------ | ------------------------------------------------------------ | ------------------------------------------------------------ | ------------------------------------------------------------ | ------------------------------------------------------------ | ------------------------------------------------------------ | ------------------------------------------------------------ | ------------------------------------------------------------ | ------------------------------------------------------------ | ------------------------------------------------------------ | ------------------------------------------------------------ | ------------------------------------------------------------ | ------------------------------------------------------------ | ------------------------------------------------------------ |
| Nummer                                                       | 20                                                           | 7                                                            | 4                                                            | 2                                                            | 1                                                            | 1                                                            | 2                                                            | 2                                                            | 5                                                            | 6                                                            | 8                                                            | 12                                                           | 13                                                           | 15                                                           | 26                                                           | 29                                                           | 37                                                           | uit                                                          |

## Ik heb de hele nacht
Als tweede single kwamen Guillermo en Danny met een cover van Wolter Kroes' "Ik heb de hele nacht liggen dromen". Kroes zingt zelf het grootste deel van deze versie want, zo meldde hij de Telegraaf, "Aanvankelijk kende ik die jongens helemaal niet, want ik was op vakantie op Bonaire toen hun lied Toppertje op nummer één kwam. "Ik vind het geweldig om met twee fans, want dat zijn ze eigenlijk van mij, op de planken te staan.". De single haalt het niet bij Toppertje. In de vijfde week Mega Top 100 zakt het nummer alweer naar positie 83.
Na het nummer met Wolter Kroes brachten de Amsterdamse jongens een nieuw nummer uit: Kerstvakantie.

## Hitnoteringen
| Single met eventuele hitnotering(en) in de Nederlandse Top 40 | Datum van verschijnen | Datum van binnenkomst | Hoogste positie | Aantal weken | Opmerkingen      |
| ------------------------------------------------------------- | --------------------- | --------------------- | --------------- | ------------ | ---------------- |
| Toppertje!                                                    | 2006                  | 15-7-2006             | 1(2wk)          | 17           |                  |
| Ik heb de hele nacht liggen dromen                            | 2006                  | -                     |                 |              | met Wolter Kroes |
| Kerstvakantie                                                 | 2006                  | 23-12-2006            | 23              | 2            |                  |